# Віццині
Віццині (італ. Vizzini, сиц. Vizzini) — муніципалітет в Італії, у регіоні Сицилія,  метрополійне місто Катанія.
Віццині розташоване на відстані близько 560 км на південь від Рима, 165 км на південний схід від Палермо, 50 км на південний захід від Катанії.
Населення — 6330 осіб (2014).
Щорічний фестиваль відбувається 3 вересня. Покровитель — San Gregorio Magno papa.

## Демографія
Населення за роками:

Станом на 1 січня 2023 року в муніципалітеті офіційно проживало 218 іноземців з 35 країн, серед них 70 громадян країн Євросоюзу та 5 громадян України.

## Сусідні муніципалітети
- Буккері
- Франкофонте
- Джарратана
- Граммікеле
- Лікодія-Еубеа
- Монтероссо-Альмо
- Мілітелло-ін-Валь-ді-Катанія
- Мінео

## Міста-побратими
- Ачі-Катена, Італія
- Черіньола, Італія
- Ліворно, Італія